# Arturo Malignani
Arturo Malignani (Udine, 4 mars 1865 – Udine, 15 février 1939) est un entrepreneur et inventeur italien qui se signala notamment par des brevets dans le domaine de l’éclairage électrique, pour le développement et les applications de l’électricité et des cimenteries au Frioul.
La méthode qu'il a inventée pour créer le vide dans les ampoules à incandescence est aujourd'hui la plus efficace et la plus utilisée au monde. Grâce à lui, la ville d'Udine, dans le Frioul-Vénétie Julienne, a été la troisième à disposer d'un éclairage électrique en Europe.

## Biographie
Arturo naît à Udine le 4 mars 1865. Son père Giuseppe, originaire de Torreano, après avoir acquis une formation technico-artistique à l'académie des beaux-arts de Venise, travaille comme photographe et peintre à Udine. Adele nait d'un premier mariage. Après avoir divorcé, Giuseppe épouse Carolina Ruggeri, avec qui il a Arturo. L'activité de son père, propriétaire d'un laboratoire de photographie, est la première stimulation forte pour le jeune Malignani, qui depuis son enfance s'aventure dans les expériences chimiques et optiques, le traitement du verre et bien sûr la photographie. 
À la suite du décès de son père en 1868, sa formation se fait sous la direction de sa sœur Adèle qui devient une référence irremplaçable. Ce sont les années au cours desquelles la deuxième révolution industrielle commence à se répandre en Italie et en Europe, qui aboutit à l'usage de l'électricité. La ville d'Udine créée en 1878 une commission chargée d'étudier la problématique de l'éclairage public dans la ville et, en 1882, Arturo, qui est entre autres sur le point d'obtenir une licence en physique et mathématiques de l'Institut royal technique d'Udine, peut assister à l'une des premières expériences d'Edison italiana. D'une durée d'une dizaine de jours, elle marque profondément son imaginaire. Une deuxième expérience, réalisée cette fois par Siemens de Berlin, est réalisée en août 1883, à l'occasion du changement de nom de la Piazza Contarena en Piazza Vittorio Emanuele II et de l'inauguration du monument équestre à Victor-Emmanuel II.

## Brevets et production de lampes pour l'éclairage électrique
Parmi les premiers en Italie, Arturo Malignani développe une production de lampes à incandescence, déposant plusieurs brevets, dont le système pour créer le vide dans l'ampoule de la lampe et la production de masse rapide (moins nocive pour les travailleurs) d'ampoules. Malignani ne brevète ce système qu'en 1894 car il le juge inutile : il est en effet certain que des inventeurs étrangers comme Thomas Edison et Philips ont certainement fait mieux que lui. En réalité, Udine, la troisième ville d'Europe à s'éclairer électriquement après Milan et Londres, dispose des ampoules de la meilleure qualité au monde grâce à Malignani. Edison Italiana acquiert le brevet de Malignani et sert d'intermédiaire avec Edison Amériques pour le transfert du brevet. En 1896, Malignani se rend à New York ; Thomas Edison lui-même est émerveillé par la qualité du brevet du jeune frioulan, qui devint l'homme le plus riche d'Udine avec cette vente. Sa méthode de production de vide dans les lampes à incandescence, grâce à laquelle de nombreux gaz sont extraits à l'aide d'une pompe mécanique, tandis que le reste (qui a toujours été la partie problématique à éliminer) est précipité dans l'ampoule par l'action de phosphore. Elle est encore utilisée aujourd'hui, aussi bien dans toutes les lampes à vide que dans toutes celles à gaz raréfiés, car il est nécessaire d'éliminer tous les gaz atmosphériques avant d'introduire de l'argon ou de l'azote.

## Activités de Malignani dans l'hydroélectricité

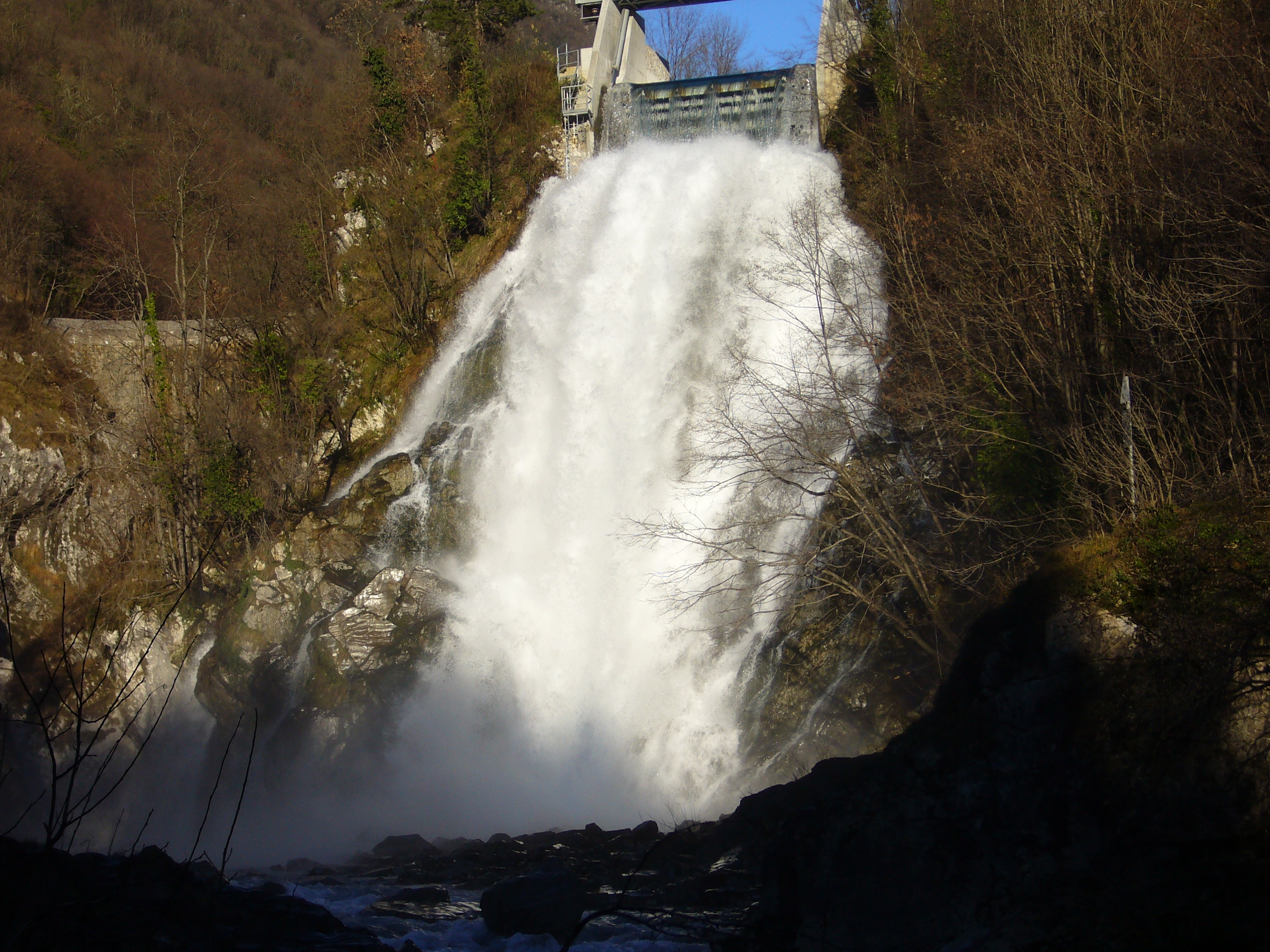
Cascade en aval du barrage de Crosis, à Zomeais di Tarcento, construite entre 1897 et 1900.

Malignani est également un pionnier dans le développement de l'énergie hydroélectrique, essentielle dans un pays comme l'Italie traditionnellement pauvre en énergies fossiles. Il commence par construire des centrales thermoélectriques et hydroélectriques sur les chutes des canaux de la ville, insuffisantes pour satisfaire les besoins de consommation.
Le Frioul se caractérise par des cours d'eau discontinus, presque torrentiels, difficiles à exploiter pour disposer d'une source d'énergie stable et continue. C'est ainsi qu'Arturo Malignani fait construire un barrage à Crosis di Tarcento entre 1897 et 1900, pour alimenter en eau la centrale électrique de l'usine d'épuration de Bulfons. Le barrage est construit par la société Malignani-Volpe-Armellini créée à cet effet par Malignani lui-même et par deux propriétaires de tissages et de filatures de la région, puis est vendu à la Società Veneta per la Filatura Cascami di Seta (Société vénitienne de filature de déchets de soie).
Entre 1906 et 1907, il conçoit et construit une centrale hydroélectrique à Vedronza di Lusevera, qui exploite les eaux du torrent Torre. Cette dernière, détruite par le séisme du 6 mai 1976 au Frioul, a permis d'alimenter Udine en électricité pour les industries, l'éclairage public et privé, et l'électrification du système de tramway de la ville, également un ouvrage pionnier pour l'époque. C'est à cette occasion que l'entreprise se transforme en Società Friulana di Elettricità (Société Frioulane d'Electricité), plus tard filiale de la Società Adriatica di Elettricità (SADE).

## Carrières et cimenteries
Par la suite, Malignani entreprend de produire du ciment, développant l'extraction de marne et la production industrielle à travers des cimenteries dans la province d'Udine. Il fonde également plusieurs carrières de pietra piasentina dans la ville de Torreano.

## Curiosités et postérité
Certains lycées de la province d'Udine portent le nom d'Arturo Malignani, dont un à Udine.
En 1891, sur le côté ouest de la colline du château d'Udine, à l'intérieur du jardin de sa maison, Malignani, installe une station météorologique. Cette dernière flanquait initialement la station météorologique de l'Observatoire d'Udine, mais après 1914, elle devient la station dotée de l'instrumentation la plus avancée du moment.
En 1980, le réalisateur d'Udine Roberto Serrani a réalisé le film Una splendida invenzione (Une splendide invention) sur Arturo Malignani, également doublé en anglais.